# Calanda
Calanda é um município da Espanha na província de Teruel, comunidade autónoma de Aragão. Tem 112,26 km² de área e em 2021 tinha 3 753 habitantes (densidade: 33,4 hab./km²).

## Demografia
| Variação demográfica do município entre 1991 e 2004 | Variação demográfica do município entre 1991 e 2004 | Variação demográfica do município entre 1991 e 2004 | Variação demográfica do município entre 1991 e 2004 |
| --------------------------------------------------- | --------------------------------------------------- | --------------------------------------------------- | --------------------------------------------------- |
| 1991                                                | 1996                                                | 2001                                                | 2004                                                |
| 3552                                                | 3596                                                | 3474                                                | 3598                                                |